# Tra-Deon Hollins
Tra-Deon Hollins (Omaha, Nebraska, 22 de agosto de 1995) es un baloncestista estadounidense que actualmente se encuentra sin equipo. Con 1,88 metros de estatura, juega en la posición de base.

## Trayectoria deportiva

### Universidad
Comenzó su carrera universitaria en el pequeño Central Community College de la NJCAA, donde jugó un año en el que promedió 17,1 puntos, 6,2 rebotes, 5,3 asistencias y lideró el país con 4,1 robos por partido. Al año siguiente fue transferido al Chipola College de Florida, donde jugó una temporada también, en la que promedió 13,6 puntos, 4,1 rebotes y 6,6 asistencias por encuentro.
En 2015 fue transferido por fin a una universidad de la División I de la NCAA, los Mavericks de la Universidad de Nebraska Omaha, donde disputó dos temporadas, en las que promedió 13,0 puntos, 5,0 rebotes, 6,3 asistencias y 3,7 robos de balón por partido. En su primera temporada lideró el país en robos de balón, promediando 4,0 por partido, superando en 1,3 robos al segundo clasificado. Fue elegido debutante del año de la Summit League, defensor del año e incluido en el mejor quinteto de la conferencia, repitiendo estos dos últimos galardones en su última temporada.

### Profesional
Tras no ser elegido en el Draft de la NBA de 2017, sí lo fue en el Draft de la G League, siendo elegido en el puesto 21 por los Fort Wayne Mad Ants. En su debut consiguió 10 puntos, 4 rebotes y 2 robos en apenas 15 minutos de juego.
El 3 de noviembre de 2022 fue incluido en la lista de jugadores de la noche de apertura de los Texas Legends.
El 27 de enero de 2023 fue adquirido por los Raptors 905.
El 2 de diciembre de 2023 firmó con los Iowa Wolves,  pero fue despedido tres días más tarde.
En febrero de 2024 fichó por los Ostioneros de Guaymas del CIBACOPA mexicano.